# Mathilde Forget
Mathilde Forget est une écrivaine et compositrice française.

## Biographie

### Enfance et formation
Elle est diplômée d'un master en création musicale et sonore et d'un master en création littéraire de l'université Paris-VIII-Vincennes-Saint-Denis.

### Carrière
Interprète et compositrice, elle se fait connaître avec son album Le Sentiment et les Forêts qui reçoit le prix jeune talent en 2013,. Il est co-réalisé avec Édith Fambuena, réalisatrice des albums d’Alain Bashung. Elle participe également au Chantier des Francofolies 2013 destiné à faire découvrir de jeunes artistes et aux Solidays 2014,,.
En 2019 paraît son premier roman, À la demande d'un tiers, publié chez Grasset. Le livre traite d'internement psychiatrique, d'amour et de sororité. « Avec ce premier roman court et intense, la romancière ne s'encombre pas d'une narration linéaire, livrant par morceaux, comme le fait la mémoire, les épisodes qui permettent de reconstituer le puzzle d'une histoire. L'écriture est musclée, rythmée comme une balade musicale. Le propos jamais larmoyant, au contraire, l'humour irrigue sans cesse cette tragédie racontée avec tendresse.», écrit la journaliste de France Télévisions. Le roman fait partie des finalistes pour le Prix du premier Roman 2019.
En 2021, elle publie son second roman, De mon plein gré. Le livre met en scène un interrogatoire de police d'une femme qui porte plainte après un viol et met en exergue la culpabilité ressentie par les victimes qui se retrouvent dans la position de l’accusé,. « Après un premier roman remarqué, Mathilde Forget signe « De mon plein gré » : un bref livre qui ne rentre dans aucune case, sinon celle de la littérature. », écrit Virginie Bloch-Lainé dans le magazine ELLE. L'autrice s'inspire de sa propre histoire.
En 2023, elle préface une édition augmentée de Ravages, un roman de Violette Leduc,,. 

### Roman
- De mon plein gré, 2021, Grasset
- À la demande d'un tiers, 2019, Grasset

### Album
- Le Sentiment et les Forêts (2014)